# Nagmachon
Nagmachon (hebr. נגמח''ון) – izraelski ciężki transporter opancerzony na podwoziu czołgu Szot powstały pod koniec lat 80. XX wieku w wyniku modernizacji wprowadzonych w Nagmaszocie. Mógł również służyć do zadań inżynieryjnych na polu walki dzięki możliwości zamontowania trałów minerskich czy lemieszy spycharki. Od lat 90. XX wieku jego rola ograniczyła się do transportu piechoty i uczestniczenia w działaniach przeciwpartyzanckich, a także służy jako wóz dowodzenia. Ze względu na swój wygląd żołnierze nazwali go „potworem” (hebr. מפלצת, miflecet).

## Historia

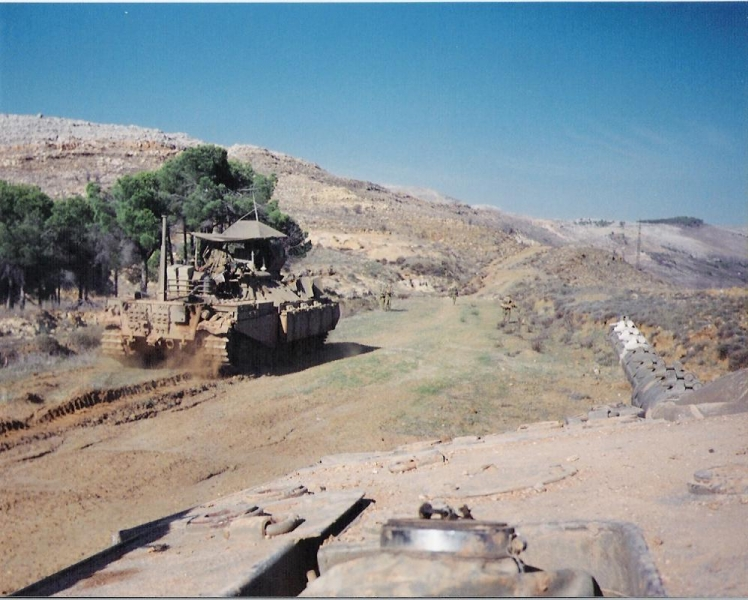
Nagmachon na patrolu, południe Libanu, 1995 rok. Transporter nie posiada jeszcze zabudowanej wieży z wizjerami typu pillbox

Izraelskie zaangażowanie wojskowe na południu Libanu zwiększyło zapotrzebowanie Sił Obronnych Izraela na transportery i pojazdy o opancerzeniu dającym większe bezpieczeństwo załodze i transportowanej piechocie niż użytkowane dotychczas transportery M-113 Zelda. W 1995 roku doszło do 700 ataków na izraelskie pojazdy. Większość z nich dokonywana była granatnikami przeciwpancernymi lub przeciwpancernymi pociskami kierowanymi, które znajdowały się na wyposażeniu Hezbollahu. Już w latach 80. XX wieku pojawiło się zapotrzebowanie na pojazdy, które podołałyby wymaganiom konfliktu asymetrycznego, którymi charakteryzowała się pierwsza wojna w Libanie.
W ten sposób pojawił się transporter Nagmaszot, który był później poddawany kolejnym modernizacjom na bazie doświadczeń zebranych przez armię izraelską w Libanie. W ten sposób pojawiły się dostosowane do konfliktów o niskiej intensywności Nagmachony i Nakpadony. Początkowo pojazd służył Korpusowi Inżynieryjnemu Cahalu. Jego nazwa to połączenie słów nagmasz (hebr. נגמ''ש, noset gjasot meszurjenet – opancerzony transporter piechoty), memugan (hebr. ממוגן, chroniony/opanacerzony) i gachon (hebr. גחון, brzuch). Nagmachon, podobnie jak Nagmaszot, bazował na konstrukcji czołgu Szot, ale posiadał wzmocnioną spodnią część kadłuba.
W latach 90. XX wieku Korpus Inżynieryjny otrzymał nowy pojazd, przeznaczony wyłącznie do zadań inżynieryjnych i saperskich na polu walki o nazwie Puma. Od tego czasu Nagmachon zaczął być wykorzystywany do transportu piechoty, misji zwiadowczych oraz jako pojazd dowodzenia w zurbanizowanych obszarach, gdzie istnieje ryzyko ataku bronią przeciwpancerną.

## Konstrukcja

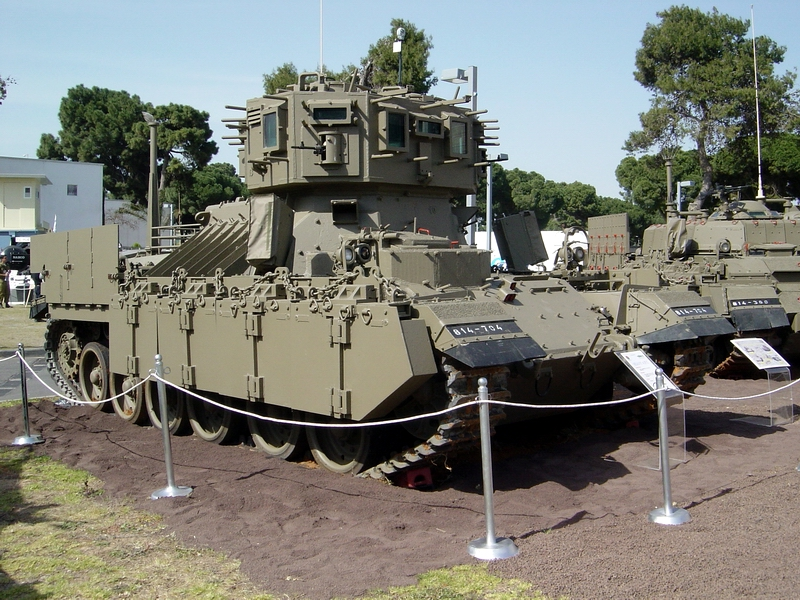
Nagmachon

Nagmachony były oparte na kadłubie czołgu Szot, z którego usuwano wieżę z armatą, a w jej miejsce montowano wieżyczkę z wizjerami typu pillbox (początkowo była to obrotowa wieżyczka z trzema kurtynami balistycznymi). W celu zwiększenia miejsca wewnątrz transportera usunięto przedział amunicyjny. Dzięki temu wewnątrz Nagmachona znalazło się miejsce dla dziesięciu żołnierzy desantu z ekwipunkiem. Kadłub dostosowano do montażu urządzeń inżynieryjnych i saperskich (lemiesze, trały i spychacze). Na Nagmachonach mogą być również montowane przyrządy do prowadzenia walki radioelektronicznej. Pojazd wyposażono w zagłuszacz fal radiowych Szalgon. Ma to chronić załogę i desant przed zagrożeniem ze strony zdalnie aktywowanych improwizowanych ładunków wybuchowych.

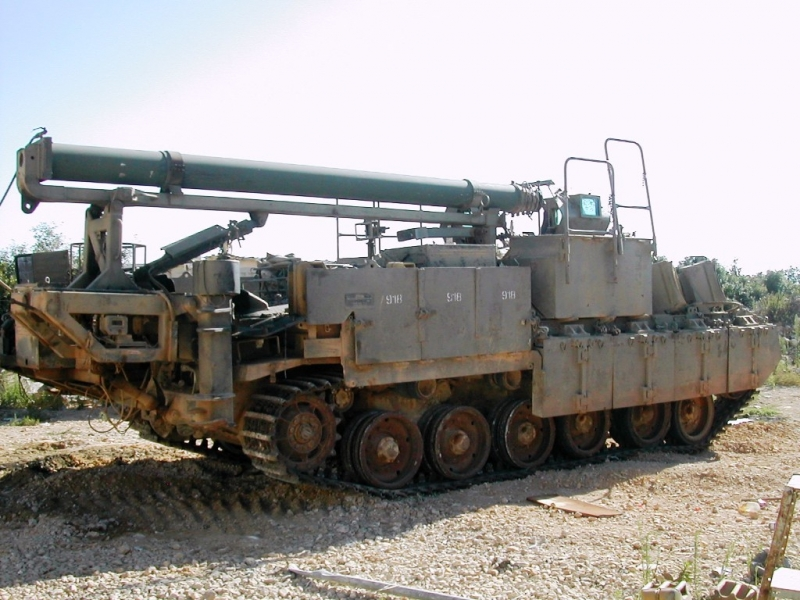
Nagmapop ze składaną anteną

Opancerzenie Nagmachonów składa się z paneli pancerza pasywnego i pancerza reaktywnego. Ponadto po bokach zamontowano ekrany przeciwkumulacyjne, których mocowanie pozwala na ich obrót lub podniesienie w zależności od potrzeb, a także oddzielną wymianę w razie uszkodzenia. W związku z tym, że początkowo miał być pojazdem inżynieryjnym, posiada specjalnie opancerzony spód, aby mógł służyć jako pojazd do rozminowywania pól minowych. W latach dwutysięcznych Nagmachony zaczęto wyposażać w dodatkowe kurtyny boczne pancerza pasywnego typu Toga.
W związku ze swoim opancerzeniem Nagmachony są ciężkimi transporterami, które w zależności od dodatkowego opancerzenia mogą ważyć od 50 do 55 ton. Ich jednostką napędową jest silnik wysokoprężny Continental AVDS-1790-2A o mocy 750 KM, taki sam jak w czołgach Szot. Pojazd może osiągnąć maksymalną prędkość 45 km/h. Transportery są wyposażone w nowe hamulce hydrauliczne i 2 wyrzutnie granatów dymnych po 10 sztuk w każdej.
Cahal ma również inną modyfikację Nagmachona nazwaną Nagmapopem. Jest to pojazd, który ma zamontowaną składaną antenę i jest wykorzystywany do działań wywiadowczych i jako wóz dowodzenia. „POP” jest izraelskim systemem obserwacji.

## Użytkownicy

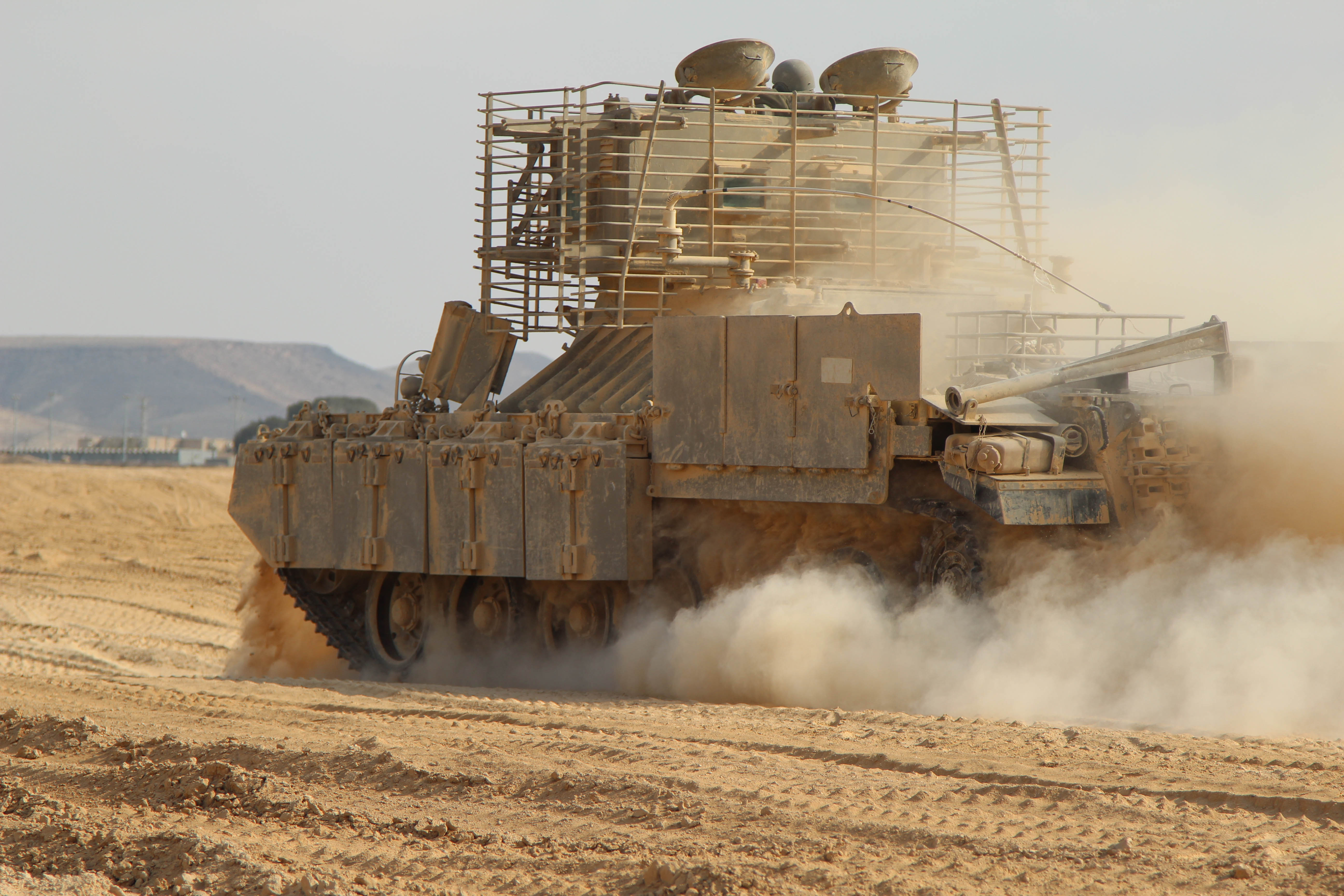
Tył Nagmachona

### Siły Obronne Izraela
Nagmachony brały udział przede wszystkim w działaniach armii izraelskiej w Libanie, w których wykorzystywano je jako pojazdy inżynieryjne lub transportowe. Były przydatne w szczególności w konwojach do odizolowanych punktów obserwacyjnych Cahalu. Większość danych dotyczących ich służby jest objęta tajemnicą wojskową, jednak wiadomo, iż w 1996 roku Hezbollahowi udało się zniszczyć Nagmachona przy użyciu 100 kg ładunku wybuchowego. Od 2002 roku pojazdy te zaczęto wykorzystywać w działaniach antypartyzanckich na Zachodnim Brzegu i w Strefie Gazy.